# Ayşe Begüm Onbaşı
Ayşe Begüm Onbaşı (Akhisar, 9 de desembre de 2001) és una gimnasta turca, campiona del món 2016 en la seva categoria d'edat (15-17) de gimnàstica aeròbica. Ayşe Begüm va guanyar la medalla d'or individual en el XIV Campionat Mundial a Gimnàstica Aeròbica organitzat a Corea del Sud el juny de 2016 i la selecció turca, integrada per Onbaşı, Deniz Şahin i Mehmet Ercoş es va convertir en subcampiona mundial. També va a guanyar medal d'or, amb 20.700 punts, i per la primera vegada com a dones (adultes), a la Copa del Mon 2019 a Portugal.
L'entrenador d'Onbaşı és Gürkan Er. Els pares de la campiona mundial venen roba a mercats.